# Brian Souter
Sir Brian Souter (ur. 5 maja 1954 w Perth) – szkocki przedsiębiorca, właściciel firm transportowych megabus.com w Wielkiej Brytanii, Irlandii, Francji, Belgii, Holandii, Hiszpanii i Włoszech; PolskiBus.com i PolskiBusGold.com w Polsce; OnniBus.com w Finlandii, SuperBus.com w Estonii oraz ManaBus w Nowej Zelandii.

## Kariera zawodowa
Wraz z siostrą Ann Gloag założył firmę Stagecoach Group, zajmującą się przewozem autokarowym. Założył również firmę autokarową Megabus oraz przewoźnika kolejowego South West Trains.

## Działalność publiczna
Souter wspiera finansowo Szkocką Partię Narodową. W 2000 zorganizował i sfinansował kampanię przeciw propagowaniu homoseksualizmu w szkockich szkołach.
W 2011 otrzymał tytuł szlachecki za wkład w usługi transportowe.